# Grande Prêmio da Argentina de 1996
Resultados do Grande Prêmio da Argentina de Fórmula 1 realizado em Buenos Aires em 7 de abril de 1996. Terceira etapa da temporada, teve como vencedor o britânico Damon Hill, que subiu ao pódio junto a Jacques Villeneuve numa dobradinha da Williams-Renault, com Jean Alesi em terceiro pela Benetton-Renault.

## Resumo da corrida

### Treinos
Damon Hill fez o melhor tempo tendo Michael Schumacher em segundo e Jacques Villeneuve em terceiro.

### Corrida
Hill e Schumacher mantiveram suas posições e saíram à frente das Benetton de Alesi e Berger com Coulthard e Barrichello completando a zona de pontuação, nas logo os dois primeiros duelavam pela liderança com o inglês sendo acossado pelo alemão da Ferrari, situação que durou até que a Williams fez valer seu conjunto e assim Hill se afastou de Schumacher que estava na alça de mira de Alesi. Ressalte-se que os quatro primeiros lugares permaneceram inalterados ao fim da "janela" inaugural de pit stops. Na volta vinte e sete a Forti de Luca Badoer capotou ao tocar a Ligier de Pedro Diniz e isso exigiu uma breve intervenção do carro de segurança. Pouco depois o carro de Diniz pegou fogo ao voltar do reabastecimento.
Nem mesmo a combinação do safety car com um novo giro de pit stops alterou o panorama vigente, pois os quatro líderes eram Hill, Schumacher e as duas Benetton com Villeneuve em quinto tempos depois de uma largada onde ele caiu para o nono lugar graças a um erro no momento de acionar a embreagem. A sorte do canadense mudou em razão das quebras de Schumacher e Berger entre as voltas quarenta e seis e cinquenta e seis e uma parada ruim de Alesi nos boxes, mas a cinco voltas do final o piloto francês reduziu a diferença para a Williams, contudo Villeneuve soube recompor sua vantagem.
Quanto a Damon Hill sua corrida transcorreu sem sustos, vide a vantagem de doze segundos que o mesmo possuía ao realizar seu derradeiro pit stop quando retornou à frente de Gerhard Berger até que o austríaco abandonasse a prova e esta diferença ficou inalterada quando Villeneuve ascendeu ao segundo lugar. Assim Hill venceu pela segunda vez consecutiva o Grande Prêmio da Argentina com Villeneuve em segundo em mais uma dobradinha da Williams com a Benetton de Alesi em terceiro, embora seu carro tenha ficado sem combustível ao cruzar a linha de chegada. A zona de pontuação foi completada por Barrichello, Irvine e Verstappen.
Foi a quarta vitória consecutiva de Damon Hill desde o Grande Prêmio da Austrália de 1995 com o adendo que o piloto britânico venceu todas as provas da temporada de 1996 até o momento.

## Classificação da prova

### Treino oficial
| Pos.                      | Nº | Piloto                | Construtor         | Tempo    | Diferença |
| ------------------------- | -- | --------------------- | ------------------ | -------- | --------- |
| 1                         | 5  | Damon Hill            | Williams-Renault   | 1:30.346 |           |
| 2                         | 1  | Michael Schumacher    | Ferrari            | 1:30.598 | + 0.252   |
| 3                         | 6  | Jacques Villeneuve    | Williams-Renault   | 1:30.907 | + 0.561   |
| 4                         | 3  | Jean Alesi            | Benetton-Renault   | 1:31.038 | + 0.692   |
| 5                         | 4  | Gerhard Berger        | Benetton-Renault   | 1:31.262 | + 0.916   |
| 6                         | 11 | Rubens Barrichello    | Jordan-Peugeot     | 1:31.404 | + 1.058   |
| 7                         | 17 | Jos Verstappen        | Footwork-Hart      | 1:31.615 | + 1.269   |
| 8                         | 7  | Mika Häkkinen         | McLaren-Mercedes   | 1:31.801 | + 1.455   |
| 9                         | 8  | David Coulthard       | McLaren-Mercedes   | 1:32.001 | + 1.655   |
| 10                        | 2  | Eddie Irvine          | Ferrari            | 1:32.058 | + 1.712   |
| 11                        | 15 | Heinz-Harald Frentzen | Sauber-Ford        | 1:32.130 | + 1.784   |
| 12                        | 9  | Olivier Panis         | Ligier-Mugen/Honda | 1:32.177 | + 1.831   |
| 13                        | 18 | Ukyo Katayama         | Tyrrell-Yamaha     | 1:32.407 | + 2.061   |
| 14                        | 21 | Tarso Marques         | Minardi-Ford       | 1:32.502 | + 2.156   |
| 15                        | 12 | Martin Brundle        | Jordan-Peugeot     | 1:32.696 | + 2.350   |
| 16                        | 19 | Mika Salo             | Tyrrell-Yamaha     | 1:32.903 | + 2.557   |
| 17                        | 14 | Johnny Herbert        | Sauber-Ford        | 1:33.256 | + 2.910   |
| 18                        | 10 | Pedro Paulo Diniz     | Ligier-Mugen/Honda | 1:33.424 | + 3.078   |
| 19                        | 20 | Pedro Lamy            | Minardi-Ford       | 1:33.727 | + 3.381   |
| 20                        | 16 | Ricardo Rosset        | Footwork-Hart      | 1:33.752 | + 3.406   |
| 21                        | 22 | Luca Badoer           | Forti-Ford         | 1:34.830 | + 4.484   |
| 22                        | 23 | Andrea Montermini     | Forti-Ford         | 1:35.651 | + 5.305   |
| Limite dos 107%: 1:36.670 |    |                       |                    |          |           |
| Fonte:                    |    |                       |                    |          |           |

### Corrida
| Pos.   | Nº | Piloto                | Construtor         | Voltas | Tempo/Diferença | Grid | Pontos |
| ------ | -- | --------------------- | ------------------ | ------ | --------------- | ---- | ------ |
| 1      | 5  | Damon Hill            | Williams-Renault   | 72     | 1:54:55.322     | 1    | 10     |
| 2      | 6  | Jacques Villeneuve    | Williams-Renault   | 72     | + 12.167        | 3    | 6      |
| 3      | 3  | Jean Alesi            | Benetton-Renault   | 72     | + 14.754        | 4    | 4      |
| 4      | 11 | Rubens Barrichello    | Jordan-Peugeot     | 72     | + 55.131        | 6    | 3      |
| 5      | 2  | Eddie Irvine          | Ferrari            | 72     | + 1:04.991      | 10   | 2      |
| 6      | 17 | Jos Verstappen        | Footwork-Hart      | 72     | + 1:08.913      | 7    | 1      |
| 7      | 8  | David Coulthard       | McLaren-Mercedes   | 72     | + 1:13.400      | 9    |        |
| 8      | 9  | Olivier Panis         | Ligier-Mugen/Honda | 72     | + 1:14.295      | 12   |        |
| 9      | 14 | Johnny Herbert        | Sauber-Ford        | 71     | + 1 volta       | 17   |        |
| 10     | 23 | Andrea Montermini     | Forti-Ford         | 69     | + 3 voltas      | 22   |        |
| Ret    | 4  | Gerhard Berger        | Benetton-Renault   | 56     | Suspensão       | 5    |        |
| Ret    | 1  | Michael Schumacher    | Ferrari            | 46     | Asa partida     | 2    |        |
| Ret    | 20 | Pedro Lamy            | Minardi-Ford       | 39     | Transmissão     | 19   |        |
| Ret    | 19 | Mika Salo             | Tyrrell-Yamaha     | 36     | Acelerador      | 16   |        |
| Ret    | 12 | Martin Brundle        | Jordan-Peugeot     | 34     | Colisão         | 15   |        |
| Ret    | 21 | Tarso Marques         | Minardi-Ford       | 33     | Colisão         | 14   |        |
| Ret    | 15 | Heinz-Harald Frentzen | Sauber-Ford        | 32     | Spun off        | 11   |        |
| Ret    | 10 | Pedro Paulo Diniz     | Ligier-Mugen/Honda | 29     | Fogo            | 18   |        |
| Ret    | 18 | Ukyo Katayama         | Tyrrell-Yamaha     | 28     | Transmissão     | 13   |        |
| Ret    | 16 | Ricardo Rosset        | Footwork-Hart      | 24     | Bomba de óleo   | 20   |        |
| Ret    | 22 | Luca Badoer           | Forti-Ford         | 24     | Colisão         | 21   |        |
| Ret    | 7  | Mika Häkkinen         | McLaren-Mercedes   | 19     | Acelerador      | 8    |        |
| Fonte: |    |                       |                    |        |                 |      |        |

## Tabela do campeonato após a corrida
| Pos. | Piloto             | Pontos |
| ---- | ------------------ | ------ |
| 1    | Damon Hill         | 30     |
| 2    | Jacques Villeneuve | 12     |
| 3    | Jean Alesi         | 10     |
| 4    | Eddie Irvine       | 6      |
| 5    | Mika Häkkinen      | 5      |

| Pos. | Construtor       | Pontos |
| ---- | ---------------- | ------ |
| 1    | Williams-Renault | 42     |
| 2    | Benetton-Renault | 13     |
| 3    | Ferrari          | 10     |
| 4    | McLaren-Mercedes | 5      |
| 5    | Jordan-Peugeot   | 3      |

- Nota: Somente as primeiras cinco posições estão listadas.